# Стіг Ряста
Рауль-Стіг Ряста (відповідно до інших джерел Стіг Раста або Стіг Реста; ест. Raul-Stig Rästa, нар. 24 лютого 1980) — естонський співак і автор пісень, який разом зі співачкою Еліною Борн представляв Естонію на пісенному конкурсі Євробачення 2015 з піснею «Goodbye to Yesterday».

## Кар'єра
Між 2002 і 2006 роками він створив гурт Slobodan River разом з Ітакою Марією та Томі Рагулою. З 2006 року він грав у гурті Traffic, а також у Outloudz з 2010 року. 2011 року Стіг був партнером Каріни Весман у п'ятому сезоні шоу «Let's Dance». Вони зайняли четверте місце. 2012 року Стіг зіграв Моріца в естонській оригінальній постановці мюзиклу «Весняне пробудження».

### Пісенний конкурс Євробачення
Ряста кілька разів намагався представити Естонію на пісенному конкурсі Євробачення. Він змагався у складі гурту Slobodan River у Eurolaul 2003 та 2004 (естонський відбір на «Євробачення»), потім з гуртом Traffic у Eurolaul 2008 та Eesti Laul 2009, 2012, 2014, 2020, а також посів друге місце з гуртом Outloudz у Eesti Laul 2011.
Ряста потрапив на Eesti Laul 2015 із піснею «Goodbye to Yesterday» у дуеті з Еліною Борн. Пісня згодом вийшла у півфінал, потім — у фінал, зрештою, переконливо перемогла у суперфіналі, набравши 79% голосів. У самому конкурсі «Goodbye to Yesterday» пройшла кваліфікацію до великого фіналу, де посіла 7 місце зі 106 балами.
Стіг був співавтором пісні «Play» Юрі Поотсманна, який представляв Естонію на пісенному конкурсі Євробачення 2016, але посів останнє місце в півфіналі та не пройшов кваліфікацію.
Ряста вдруге повернувся як композитор для Еліни Борн на Eesti Laul 2017, вона посіла 10 місце у фіналі з піснею «In or Out». Він же написав її пісню для її першої Eesti Laul у 2013 році, «Enough» посіла 8 місце у фіналі.
Стіг змагався сам на Eesti Laul 2018 з піснею «Home», яка посіла друге місце на конкурсі.
Він був співавтором пісні «Storm» Віктора Крона, який представляв Естонію на пісенному конкурсі Євробачення 2019 та посів 20 місце у фіналі з 76 балами.
Стіг брав участь у Eesti Laul 2022 із піснею «Interstellar», посівши 9 місце у фіналі.

## Особисте життя
З 2017 року дружина Стіга — Каріна Ряста. У них дві доньки: Лумі (2017 року народження) та Саду (2018 року народження).

## Дискографія

### Сингли
| «Goodbye to Yesterday» (з Еліною Борн)                                        | 2015 | 1  | 8 | 71 | 32 | 42 | 73 | 56 | 68 | Сингли поза альбомом |
| "Home"                                                                        | 2018 | 24 | — | —  | —  | —  | —  | —  | —  | Сингли поза альбомом |
| "Interstellar"                                                                | 2021 | —  | — | —  | —  | —  | —  | —  | —  | Сингли поза альбомом |
| «—» позначає сингл, який не потрапив у чарти або не виходив на цій території. |      |    |   |    |    |    |    |    |    |                      |